# Refuse/Resist
Refuse/Resist är en sång framförd av Sepultura, utgiven som singel och EP 1994. "Refuse/Resist", som återfinns på albumet Chaos A.D., är skriven av Max Cavalera. 
Konvolutets framsida visar en koreansk man som, med en bensinbomb, stormar mot en grupp poliser. Innerkonvolutet har bland annat en bild på den så kallade okände rebellen som hindrar fyra stridsvagnar från att lämna Himmelska fridens torg i Peking den 5 juni 1989.

## Låtlista (CD)
1. "Refuse/Resist" – 3:21
2. "Crucificados pelo sistema" – 1:04 (Ratos de Porão-cover)
3. "Inhuman Nature" – 3:11 (Final Conflict-cover)
4. "Drug Me" – 1:54 (Dead Kennedys-cover)
5. "Dead Embryonic Cells" (Live) – 4:36
6. "Desperate Cry" (Live) – 6:10
7. "Orgasmatron" (Live) – 4:15 (Motörhead-cover)

## Medverkande
- Max Cavalera – sång, gitarr
- Igor Cavalera – trummor
- Andreas Kisser – gitarr
- Paulo Jr. – basgitarr